# Olivier Renard
Olivier Renard (ur. 24 maja 1979 w La Louvière) – belgijski piłkarz występujący na pozycji bramkarza, działacz piłkarski.

## Życiorys
Występował w juniorach Royal Charleroi, a w 1996 roku został włączony do pierwszej drużyny. W Eerste klasse zadebiutował 1 marca 1997 roku w zremisowanym 1:1 spotkaniu z RWD Molenbeek. Zmienił wówczas w szóstej minucie Samuela Remy'ego, co z kolei zostało wymuszone otrzymaniem czerwonej kartki przez podstawowego bramkarza Charleroi, Zsolta Petryego. Piłkarzem RSC Charleroi Renard był do 1999 roku, rozgrywając w tym okresie pięć ligowych spotkań. Następnie podpisał kontrakt z Udinese Calcio. W klubie z Udine nie zagrał żadnego meczu w ramach Serie A, będąc zmiennikiem Morgana De Sanctisa i Luigiego Turciego, przez co występował jedynie w Pucharze Włoch. W związku z tym jako piłkarz Udinese był wypożyczony do Charleroi, Modeny, Napoli i Standardu Liège. W 2006 roku został piłkarzem Standardu na zasadzie transferu definitywnego. Na początku 2008 roku przeszedł do KV Mechelen. W 2014 roku zakończył karierę.
W 2013 roku został dyrektorem sportowym KV Mechelen, pełniąc tę rolę do 2016 roku. Następnie pełnił identyczną funkcję w Standardzie Liège. W 2018 roku został członkiem zarządu klubu, objął także dział skautingu. W 2019 roku został asystentem zarządu w Royal Antwerp. We wrześniu 2019 roku objął stanowisko dyrektora sportowego w Montreal Impact.

## Statystyki ligowe
| Sezon         | Klub           | Liga          | Mecze | Gole |
| ------------- | -------------- | ------------- | ----- | ---- |
| 1996/1997     | RSC Charleroi  | Eerste klasse | 4     | 0    |
| 1997/1998     | RSC Charleroi  | Eerste klasse | 1     | 0    |
| 1998/1999     | RSC Charleroi  | Eerste klasse | 0     | 0    |
| 1999/2000     | Udinese Calcio | Serie A       | 0     | 0    |
| 2000/2001 (j) | Udinese Calcio | Serie A       | 0     | 0    |
| 2000/2001     | RSC Charleroi  | Eerste klasse | 8     | 0    |
| 2001/2002     | Udinese Calcio | Serie A       | 0     | 0    |
| 2002/2003     | Udinese Calcio | Serie A       | 0     | 0    |
| 2003/2004     | Udinese Calcio | Serie A       | 0     | 0    |
| 2004/2005 (j) | Modena FC      | Serie B       | 6     | 0    |
| 2004/2005 (w) | Napoli Soccer  | Serie C1      | 2     | 0    |
| 2005/2006     | Standard Liège | Eerste klasse | 0     | 0    |
| 2006/2007     | Standard Liège | Eerste klasse | 33    | 0    |
| 2007/2008 (j) | Standard Liège | Eerste klasse | 7     | 0    |
| 2007/2008 (w) | KV Mechelen    | Eerste klasse | 17    | 0    |
| 2008/2009     | KV Mechelen    | Eerste klasse | 21    | 0    |
| 2009/2010     | KV Mechelen    | Eerste klasse | 12    | 0    |
| 2010/2011     | KV Mechelen    | Eerste klasse | 30    | 0    |
| 2011/2012     | KV Mechelen    | Eerste klasse | 27    | 0    |
| 2012/2013     | KV Mechelen    | Eerste klasse | 6     | 0    |
| 2013/2014 (j) | RSC Charleroi  | Eerste klasse | 0     | 0    |